# Franz Keyper
Frantz Anton Leopold Joseph Keyper (ca. 1756-1815) var en schlesisk-dansk kontrabassist og komponist. Født i Schlesien var han fra 1788-1815 kontrabassist i Det kgl. Kapel. Han skrev en række værker bl.a. for kontrabas i forskellige sammenhænge, bl.a. Rondo for kontrabas og cello eller viola og Romance og rondo for kontrabas og orkester.
2 af hans sønner indtrådte i den danske hær. Frantz Jacob August Keyper, (18. august 1792-2. januar 1859) var officer og fagottist og var også medlem af Det kgl. Kapel samtidig med, at han var musikmester for flere forskellige militære musikkorps og fra 1827-1859 organist ved Helligåndskirken. Sammen med Kuhlau og Franz Neruda optrådte han desuden som musiklærer for den senere dronning Louise. Han udgav en række instrumentalskoler og en del arrangementer for klaver af tidens populære musik.
Leopold Joseph Friederich Keyper (1793-1854) gjorde sig som officer gældende inden for materielområdet og bidrog bl.a. til forskellige udredningsarbejder vedrørende hærens bevæbning. Han publicerede desuden en del skrifter om militære emner.